# Neue orthodoxe Synagoge (Košice)

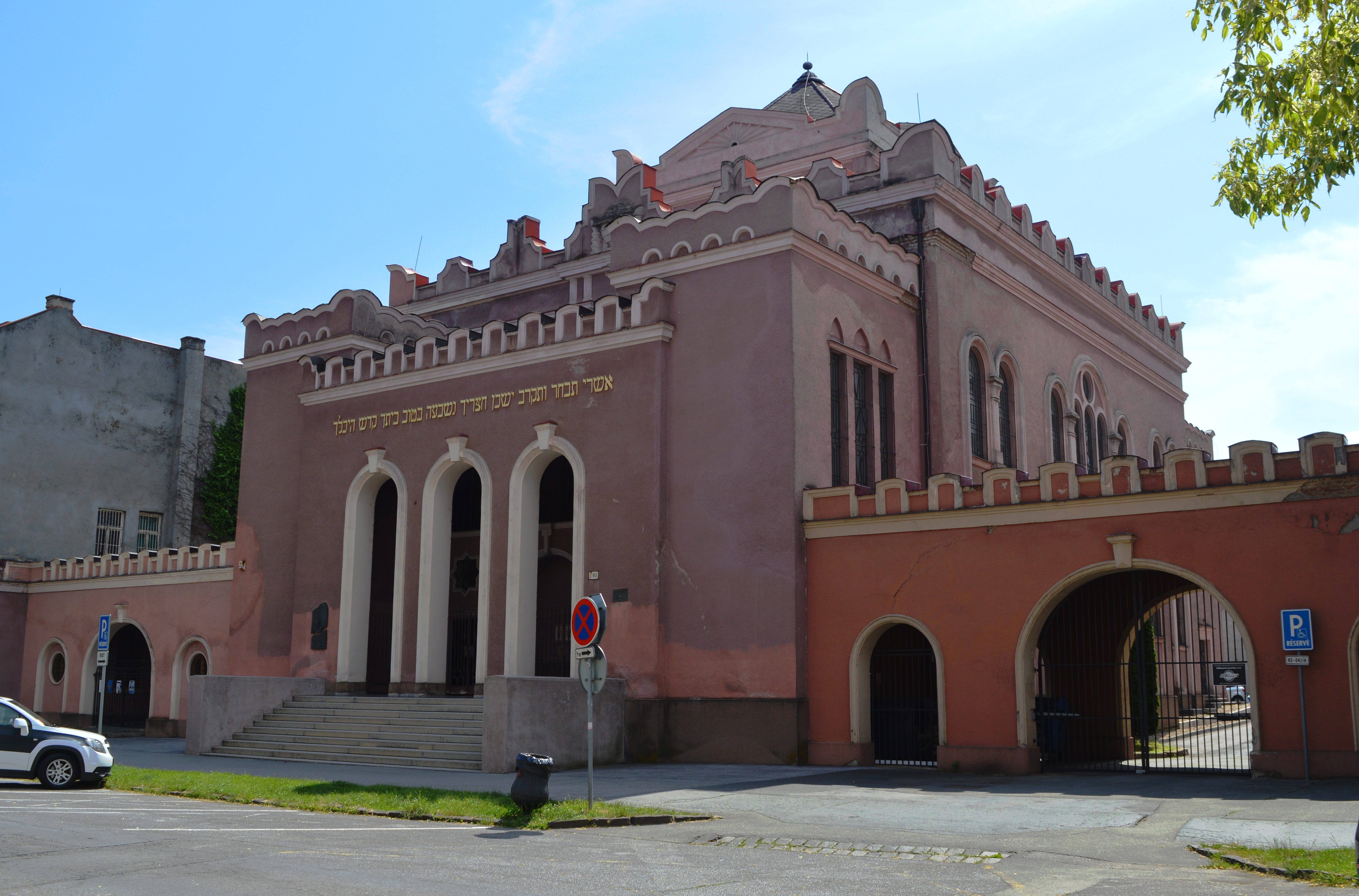
Neue orthodoxe Synagoge in Košice

Die Neue orthodoxe Synagoge in Košice, einer Stadt in der Ostslowakei, wurde 1926/27 von der Jüdischen Gemeinde Košice errichtet. Die Synagoge an der Straße Puškinova, im historischen Zentrum der Stadt, ist ein geschütztes Baudenkmal.

## Geschichte
Die Synagoge wurde nach den Plänen des Architekten Ludwig Oelschläger (1896–1984) errichtet und 1927 eingeweiht. Sie bietet Platz für 800 Gottesdienstbesucher. In den letzten Jahren wurde die Synagoge umfassend renoviert.

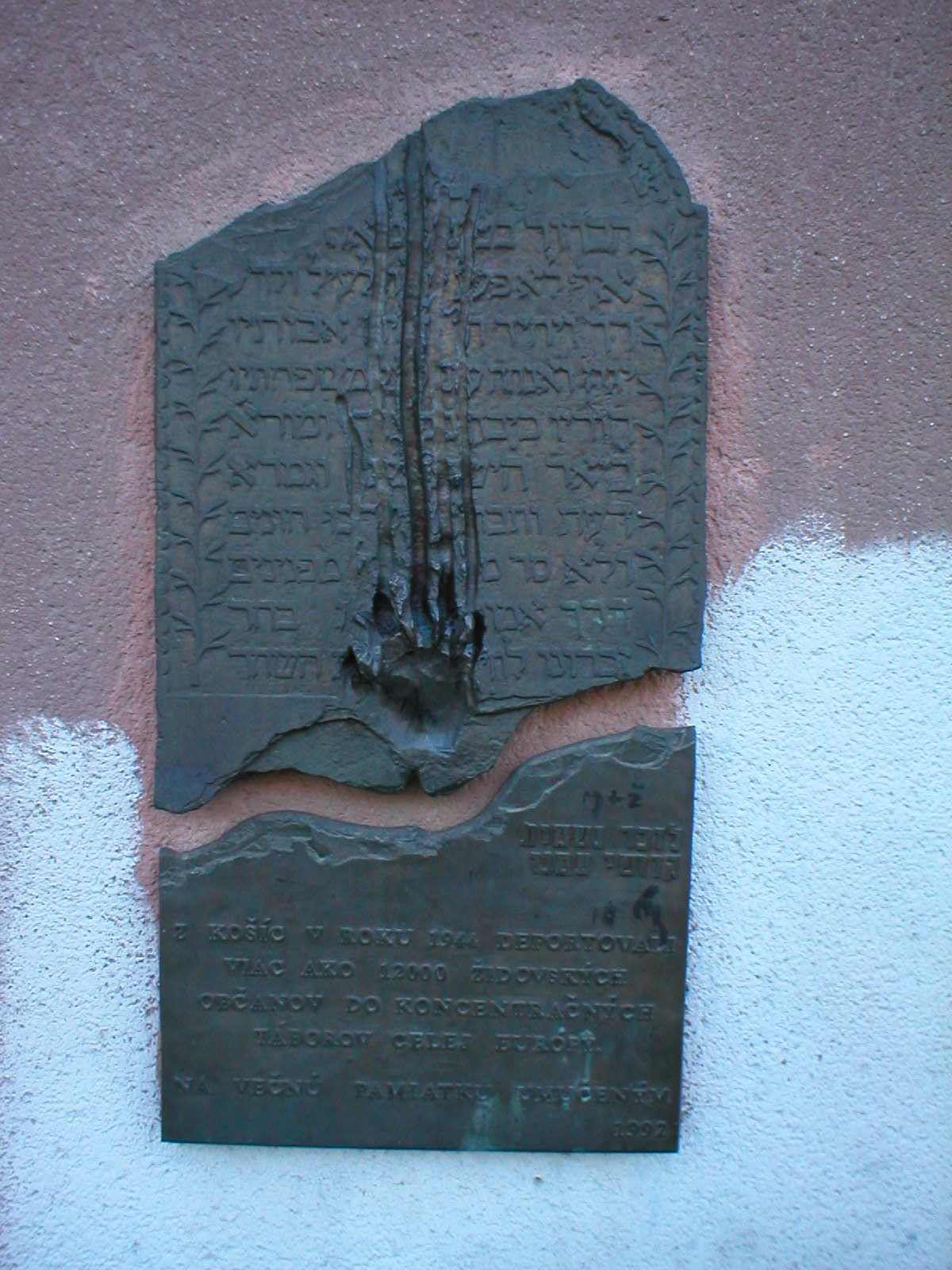
Gedenktafel

Heute wird die Synagoge nur noch an den hohen jüdischen Feiertagen genutzt. Ansonsten finden die Gottesdienste in einem Gebetssaal in der Straße Zvonarská statt.

## Gedenken
An der Mauer der orthodoxen Synagoge in Košice befindet sich eine Gedenktafel zur Erinnerung an die jüdischen Bürger der Stadt, die während des Zweiten Weltkrieges deportiert und ermordet wurden.